# Cyanoloxia
Cyanoloxia (bisschoppen) is een geslacht van vogels uit de familie van de kardinaalachtigen (Cardinalidae). De wetenschappelijke naam van het geslacht is voor het eerst geldig gepubliceerd in 1838 door Bonaparte.

## Soorten
De volgende soort is bij het geslacht ingedeeld:
- Cyanoloxia brissonii  – Ultramarijnbisschop
- Cyanoloxia cyanoides  – Blauwrugbisschop
- Cyanoloxia glaucocaerulea  – Indigobisschop
- Cyanoloxia rothschildii  – Rothschilds bisschop